# José Antonio de Saja
José Antonio de Saja Sáez (Miranda de Ebro, 5 de noviembre de 1940-Valladolid, 20 de noviembre de 2017) fue un físico español, catedrático de Física de la Materia Condensada, Cristalografía y Mineralogía en la Facultad de Ciencias de la Universidad de Valladolid.

## Biografía
Cursó estudios en la Universidad Laboral de Tarragona donde se formó como tornero-fresador. Desde 1969 fue miembro de la Real Sociedad Española de Física (RSEF), además estuvo vinculado a la Universidad de Valladolid desde 1965. En 1984 fundó el Laboratorio de Ensayos Industriales de Castilla y León (LEICAL) cuyo objeto es atender las necesidades de la pequeña y mediana empresa.

## Labor científica
Fue un pionero en la investigación aplicada en física de los materiales, a la que dedicó gran parte de su actividad docente e investigadora. Por otra parte, su equipo ha trabajado también en el área de nanocompuestos poliméricos. Durante años, además, su grupo fue líder en España en el campo de la espectroscopia vibracional aplicada al estudio de cristales moleculares. Especial mención merecen los trabajos relacionados con la espectroscopia Raman y Raman amplificado en superficie.

## Premios y distinciones
- 1969 - Premio Holanda.
- 2003 - Doctor Honoris Causa por la Universidad de Galati (Rumanía).
- 2006 - Premio TALGO a la innovación.
- 2009 - Premio ADHBIO.
- 2009 - Premio Física, Innovación y Tecnología de la Real Sociedad Española de Física-Fundación BBVA.
- 2010 - Premio Castilla y León de Investigación Científica y Técnica.